# 中臣間人老
中臣間人 老（なかとみのはしひと の おゆ、生没年不詳）は、飛鳥時代の豪族。姓は連、後に宿禰の姓を賜る。冠位は小乙下。

## 出自
間人氏（間人連・間人宿禰）は、仲哀天皇の皇子である誉屋別皇子の後裔と、神魂命の五世孫である玉櫛比古命の後裔の二系統がある。老は中臣氏との複姓（中臣間人）であることから、後者の系統で中臣氏の一族である天神系氏族と想定される。氏の呼称の間人は部民の一種で、間人連はその伴造氏族とみられる。天武天皇13年（684年）八色の姓の制定により、 間人氏は連姓から宿禰姓に改姓した。

## 経歴
白雉5年（654年）2月に第三次遣唐使の判官として、押使・高向史玄理、大使・河辺臣麻呂、副使・薬師恵日らとともに、2隻の船に分乗して日本を出航する。数ヶ月かけて新羅道（北路）を通って萊州に上陸し、長安に到着して唐の高宗に拝謁した。その後、この遣唐使は斉明天皇元年（655年）8月に帰還している。
舒明天皇が宇智の野（現在の奈良県五條市）で狩猟をした際に、中皇命の命を受けて老が献上したと伝えられる和歌2首が『万葉集』に採録されている。この和歌は代作と言い得るものであり、老の歌であると同時に中皇命の歌であると指摘される。